# Louis Léopold Ollier
Pour les articles homonymes, voir Ollier.
Louis Xavier Édouard Léopold Ollier (Les Vans, 2 décembre 1830 - Lyon, 25 novembre 1900) est considéré comme le véritable créateur de la chirurgie orthopédique moderne. L'un des premiers, il a appliqué à la chirurgie la méthode expérimentale de façon systématique.
Le centenaire de sa mort a été célébré par l'inauguration du musée Ollier de chirurgie ostéoarticulaire aux Vans, sa ville natale, ainsi que par la tenue du premier congrès Ollier d'arthroplastie au même endroit (le second s'y est tenu en 2005).

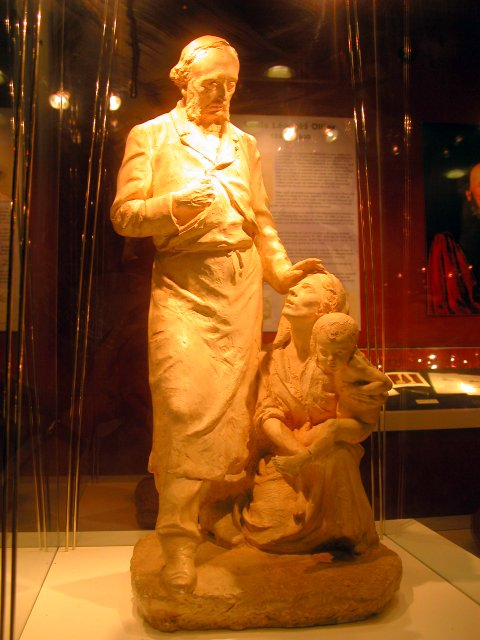
Ollier rassurant une mère, par E. Destot (Musée Ollier des Vans)

## L'homme
Natif des Vans, Louis Léopold Ollier passe son enfance et son adolescence dans la ferme de ses parents. Enfant déjà, il soignait les poules de son école des frères Basiliens et s'intéressait à la botanique. Fils et petits fils de médecin, il fit ses études secondaires au collège de Privas. Après avoir obtenu les baccalauréats littéraire et scientifique en 1848 et 1849, il embrasse la carrière médicale d'abord à Montpellier (où il soutient sa thèse en 1856) puis à Lyon, où il a pour maître de chirurgie osseuse Amédée Bonnet.
Il remporte en 1860 le concours de chirurgien-major du Grand Hôtel-Dieu de Lyon. Le majorat, poste convoité depuis que Louis XII le pourvoit de privilèges importants en 1618, a été exercé par nombre de médecins illustres : Claude Pouteau (1747-1753), Marc-Antoine Petit (1788), Gensoul, etc..
Ollier, avec une excellente formation de chirurgie générale, a constitué le premier un service à l'Hôtel-Dieu s'occupant uniquement de chirurgie osseuse et des parties molles (muscles et peau) : il est le véritable créateur de la chirurgie orthopédique. Il s'est tourné délibérément vers la spécialisation de chirurgie osseuse en s'occupant à la fois des enfants et des adultes.
La guerre franco-prussienne de 1870 permet à L. L. Ollier d'exercer son art chirurgical sur des pathologies spécifiques aux temps de guerre, plaies par armes à feu ou armes blanches. Il abandonne l'amputation systématique dans les lésions graves des os et des articulations, pour mettre en œuvre une chirurgie conservatrice.
Nommé professeur de clinique chirurgicale à la faculté de médecine de Lyon dès sa création, en 1877, il poursuit ses activités dans son service de chirurgie osseuse du Grand Hôtel-Dieu jusqu'en 1900.
À la mort du professeur Ollier, une souscription mondiale permit d'élever deux statues monumentales en bronze, réalisées par Alfred Boucher, l'une aux Vans, l'autre sur la place Ollier à Lyon. La ruse des Vanséens préserva la première de la mobilisation des métaux non ferreux, convoitise des Allemands pendant la seconde guerre mondiale, tandis que la seconde fut fondue pour les besoins de la Modèle:Wehrmacht en 1941.

## L'œuvre

### Les expérimentations animales
Comme Claude Bernard, Ollier considère que seule l'expérimentation peut fonder les principes de la médecine.
Observant que l'os fracturé se consolide de lui-même, L.L. Ollier réalise des expériences sur des animaux qui le conduisent à affirmer le rôle du périoste, cette fine enveloppe entourant l'os, dans l'ossification.
Parmi ces expériences, réalisées vers 1860, citons :
- le transfert de périoste sur la peau du front et les oreilles d'un lapin (une ossification a lieu)
- pont périosté : fragments de périoste placés sur l'os, pour prouver que le périoste fabrique bien de l'os
- greffes homo et hétéro-plastiques

|  |  |  |

Les résultats de ces travaux sont consignés dans le Traité expérimental et clinique de la régénération des os et de la production artificielle du tissu osseux (1867). Cet ouvrage lui vaut le grand prix de Chirurgie, la croix de Chevalier de la Légion d'honneur et une présentation à l'empereur Napoléon III.

### La chirurgie ostéo-articulaire appliquée à l'homme
Ollier profite de cette période de renouveau, qualifiée par Neidhardt de « Trente Glorieuses de la chirurgie » (1870-1900), avec l'antisepsie et les débuts de la radiographie, pour accomplir une œuvre majeure dans l'histoire de la chirurgie et soigner des milliers de malades.
Pour les fractures, il utilise de temps en temps l'ostéosynthèse per cutanée avec une sorte de poinçon ou vrille, des broches, et des fixateurs externes. Certaines radiographies de Destot, découvertes par le professeur Fischer, montrent des ostéosynthèses de 1870 à 1900.
Au cours de sa vie, Ollier a réalisé huit cent vingt-sept résections : à l'épaule, au coude, à la hanche ou tibio-tarsiennes.
|  |  |

### Les autres travaux

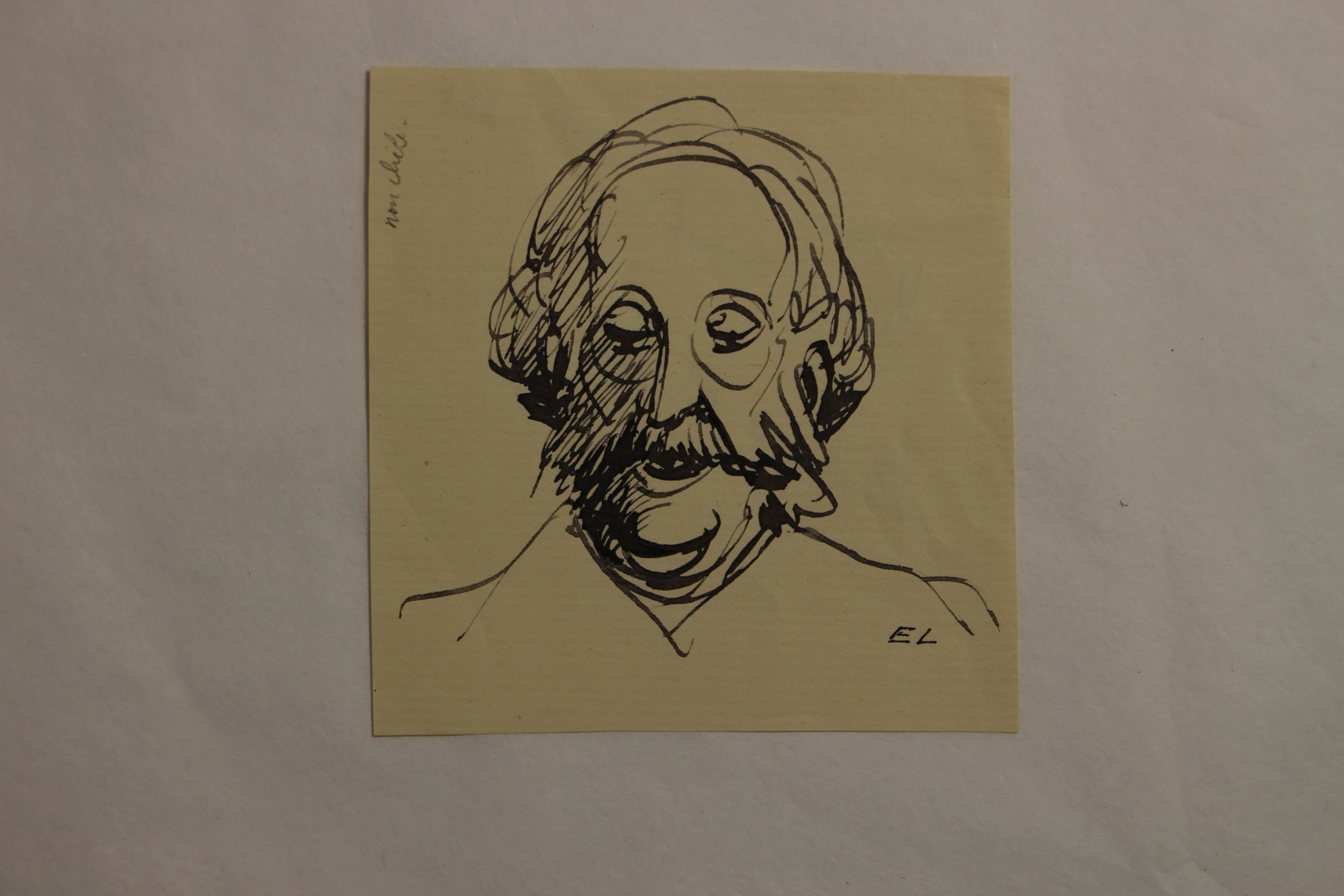
Caricature du docteur Léopold Ollier par le docteur E. Loison, conservée au Musée des Hospices civils de Lyon

Après la somme constituée par les trois volumes du Traité des résections, l'œuvre d'Ollier n'est pas terminée : il faut insister sur le rôle de créateur qu'il a eu sur les greffes osseuses et sur les greffes cutanées.
Défenseur et ami de Lister, il consacre de nombreux travaux à l'antisepsie. Il simplifie les instruments chirurgicaux de façon à en rendre la stérilisation plus aisée.
Dans les dernières années, à partir de février 1896, la collaboration avec Étienne Destot, brillant radiologue et anatomiste, lui permet de reconnaître une maladie qu'il décrit : la dyschondroplasie, que la postérité appelle Maladie d'Ollier.

## Postérité

### La collection Ollier
La collection Ollier est visible dans deux musées, qui dépendent de la Société de médecine de Lyon :
- le Musée Testut-Latarjet d'anatomie de Lyon ;
- le Musée Ollier des Vans.

Cette collection est constituée de milliers de dossiers de malades, accompagnés de photographies et de radiographies réalisées par Destot et son équipe.
On y trouve également des centaines d'expérimentations animales, ainsi que de nombreuses pièces osseuses pathologiques d'origine humaine.

### Eponymie
Le docteur Ollier a laissé des instruments nouveaux et de nombreuses techniques chirurgicales concernant les résections et les greffes de peau ou d'os, dont certaines portent son nom.

#### Instruments
- Attelle d'Ollier : appareil orthopédique pour immobiliser une fracture du fémur, avec étrier sur l'avant-pied.
- Davier d'Ollier : pince à mors courts, munie de griffes, pour saisir un os.
- Ecarteur d'Ollier : avec deux branches mousses, coudées, en fourche.

#### Techniques
- Greffe d'Ollier-Thiersch : greffe cutanée avec des bandelettes dermo-épidermiques (greffons d'Ollier).
- Greffon d'Ollier : greffon dermo-épidermique mince, taillé en lanière ou en ruban.
- Greffon d'Ollier-Delagenière : greffon osseux en lamelle ostéo-périostique.
- Incision d'Ollier (ou en tabatière d'Ollier) : incision pour découvrir l'articulation de la hanche.
- Incision de Péan-Ollier : incision pour aborder le rein.
- Opération d'Ollier : opération de chirurgie plastique sur le nez ou les lèvres.
- Résection sous-capsulo-périostée d'Ollier : résection d'une articulation avec conservation de la capsule et du périoste.

#### Pathologies
- Main d'Ollier : main pathologique, caractéristique de la maladie d'Ollier.
- Maladie d'Ollier : maladie congénitale du squelette, nombreux synonymes dont l'enchondromatose.
- Périostite albumineuse d'Ollier : forme d'ostéomyelite chronique superficielle à staphylocoques.
- Syndrome d'Ollier-Mollin : synonyme de maladie d'Ollier.

### Les élèves d'Ollier
Parmi eux, citons:
- Edmond Locard
- Jos Jullien

### Aphorismes
- « Dans une opération, il n'y a que les aides qui doivent se presser. »
- « Tous les instruments sont bons, pourvu qu'on sache s'en servir.. »
- « L'acte opératoire n'est rien, s'il n'est pas fécondé par l'étude et l'expérimentation. »
- « Il faut aller à la recherche d'une articulation, comme on va à la recherche d'une artère. »
- « En fait de résection, il n'y a rien de si cher que de petites économies. »
- « En fait de néoplasme, la chirurgie conservatrice est celle qui enlève le plus. En chirurgie, plus on est radical, plus on est conservateur. Le cancer ne récidive pas, il se continue. »

### Distinctions
- Commandeur de la Légion d'honneur, titre remis le 24 juin 1894 au matin, des mains du Président de la République Sadi Carnot. Celui-ci fut assassiné l'après-midi même Place des Cordeliers à Lyon ; Léopold Ollier dirigeait l'équipe chirurgicale qui tenta de sauver le Président.